# Kees Rijnboutt
Kees Rijnboutt (Rotterdam, 1939) is een Nederlandse architect en stedenbouwkundige.

## Leven en werk
Rijnboutt studeerde van 1956 tot 1964 aan de Technische Hogeschool in Delft. In 1975 trad hij toe tot de architecten-groep VDL.
Van 1986 tot 1990 was Kees Rijnboutt hoogleraar bij de Technische Universiteit van Delft, bij de faculteit Bouwkunde en van 1989 tot 1995 was hij Rijksbouwmeester. In de periode 1995 tot 1998 was hij Stadsstedenbouwer in Den Haag.
Rijnboutt was tot en met 2016 partner in het Bureau Rijnboutt bv in Amsterdam.

## Prijzen
In 1989 ontving hij de Nationale prijs voor kwaliteit in wonen en werken, Visie ‘89’ voor het Wolters Noordhoff project te Groningen.
In 2001 ontving hij de BNA-kubus, voor zijn werk als architectonisch en stedenbouwkundig regisseur. En in 2003 ontving hij de Nederlandse Raad van Winkelcentra jaarprijs. Dit is een opdrachtgeverprijs voor het Statenplein en omgeving te Dordrecht.